# 770 (szám)
A 770 (római számmal: CCCLXXXV) egy természetes szám.

## A szám a matematikában
A tízes számrendszerbeli 770-es a kettes számrendszerben 1100000010, a nyolcas számrendszerben 1402, a tizenhatos számrendszerben 302 alakban írható fel.
A 770 páros szám, összetett szám, primitív áltökéletes szám. Kanonikus alakban a 21 · 51 · 71 · 111 szorzattal, normálalakban a 7,7 · 102 szorzattal írható fel. Nyolc osztója van a természetes számok halmazán, ezek növekvő sorrendben: 1, 2, 5, 7, 10, 11, 14, 22, 35, 55, 70, 77, 110, 154, 385 és 770.
A 770 négyzete 592 900, köbe 456 533 000, négyzetgyöke 27,74887, köbgyöke 9,16565, reciproka 0,0012987.